# Slobidka (Raión de Bolhrad)
Slobidka  (ucraniano: Слобідка) es un pueblo del Raión de Bolhrad en el Óblast de Odesa de Ucrania. Según el censo de 2001, tiene una población de 289 habitantes.